# 조찬 클럽
《조찬 클럽》(영어: The Breakfast Club)은 1985년 개봉한 미국의 독립 청춘 성장 코미디 드라마 영화이다. 존 휴스가 감독과 각본을 맡았다. 개봉 후 전반적으로 호평을 받았으며, 100만 달러의 예산을 훌쩍 뛰어넘는 5,150만 달러의 흥행 수익을 거두었다. 영화의 제목은 일리노이주 소재 뉴 트리어 고등학교(New Trier High School)의 실제 학생과 교직원이 방과 전 아침 구류 체벌 시간을 The Breakfast Club이라 부른 데에서 따왔다.
많은 비평가들 사이에서 최고의 고등학교 영화 중 하나로 꼽히며, 엔터테인먼트 위클리는 최고의 고등학교 영화 50편을 선정하며 이 영화를 1위에 올려놓았다. 존 휴스 감독의 최고작으로도 평가된다. 2016년, 문화·역사·예술적으로 인정받아 미국 의회도서관 국립영화등기부 소장작으로 선정되었다.

## 줄거리
1984년 3월 24일 토요일 아침 7시에 다섯 명의 학생들이 벌을 받기 위해 일리노이주 셔머 고등학교 도서관에 모인다. 이들은 서로 다른 개성을 지닌 문제아들이다. 존은 불량배, 앤디는 레슬링 특기생이며, 클레어는 인기가 많은 부잣집 딸로 거만하다. 브라이언은 소심한 범생이고, 앨리슨은 말도 제대로 못하는 외톨이다. 부교장 버넌은 이들에게 9시간 동안 이 안에서 “스스로가 생각하는 나 자신”에 대한 글짓기를 하라고 시킨다.
반항기가 강한 존이 먼저 버넌을 조롱하고 따지기 시작한다. 버넌이 떠나고서는 클레어를 희롱하고 앤디를 자극해 갈등이 생긴다. 그러나 존이 버넌의 강압적인 태도에 반발해서 벌이 추가로 8주 연장되고 수납장에 갇히기까지 하자 그를 동정하는 낌새가 보인다. 존은 결국 천장을 타고 몰래 도서관으로 돌아온다.
좁은 공간에서 조금씩 말문을 튼 아이들은 서로 고민과 벌을 받게 된 경위를 이야기한다. 클레어는 또래 친구들로부터 받는 압력으로 힘들어 하고 있었고, 앨리슨은 상습적인 거짓말쟁이었다. 앤디는 레슬링부 동료를 괴롭혔고, 브라이언은 좋은 성적에 대한 압박이 심해 자살을 기도했었다. 그리고 존의 부모님은 아들을 폭력으로 다스렸다. 아이들의 고민 뒤에는 자식들을 무시하거나 구박하고, 혹은 원하는 것만 요구하는 부모님이 있었다.
서로 친해진 아이들은 도서관 안에서 함께 노래를 부르고 춤을 춘다. 클레어가 꾀죄죄한 앨리슨을 단장시켜 말끔하게 해주고, 앤디가 그 모습을 보고 반하게 된다. 클레어는 거만함을 버리고 조금씩 끌리던 존에게 키스한다. 이렇게 서로 친해졌지만, 이 시간이 지나가면 다들 원래의 관계로 돌아갈 것을 모두가 예감한다.
퇴실 시간이 다가오자 공부를 잘하는 브라이언이 버넌에게 제출할 에세이 한 장을 도맡아 쓴다. 버넌이 자신들을 편견으로 판단하고 있다고 주장한 이 에세이에는 “저희는 각각 두뇌(브라이언), 운동 선수(앤디), 괴짜(앨리슨), 공주(클레어), 범죄자(존)입니다. 이 정도면 충분한 답이 되었을까요? 조찬 클럽 올림”이라고 적혀 있다.

## 출연진
- 에밀리오 에스테베즈 - 앤드루 “앤디” 클라크 역
- 폴 글리슨 - 리처드 버넌 부교장 역
- 앤서니 마이클 홀 - 브라이언 랠프 존슨 역
- 존 캐펄로스 - 칼 리드 역
- 저드 넬슨 - 존 벤더 역
- 몰리 링월드 - 클레어 스탠디시 역
- 앨리 시디 - 앨리슨 레이놀즈 역
- 론 딘 - 클라크 씨 역: 앤디네 아버지.
- 존 휴스 - 존슨 씨 역: 브라이언네 아버지. (크레디트 미기재, 카메오)

## 제작

### 섭외
클레어 스탠디시 역 오디션을 본 배우 중에는 로빈 라이트, 조디 포스터, 다이앤 레인, 로라 던이 포함돼 있다.

### 포스터
주요 인물 다섯 명이 모여서 카메라를 직접 응시하는 포스터 사진은 촬영이 완료될 즈음에 애니 리버비츠가 찍은 것이다. 이는 이후 10대 영화들이 홍보되는 방식에 영향을 주었다. 《텍사스 전기톱 학살 2》(1986) 등 여러 영화가 이를 패러디한 포스터를 사용하였다.

## 기타 제작진
- 공동 제작: 미셸 매닝
- 배역: 재키 버치
- 미술: 존 W. 코소
- 세트: 제니퍼 펄리토
- 의상: 매릴린 밴스
- 추가 음악: 게리 창